# Pita Limjaroenrat
Pita Limjaroenrat (Bangkok, 5 de septiembre de 1980) es un empresario y político tailandés. Desde 2019 es miembro de la Cámara de Representantes. La formación política que lidera, partido Avanzar, ganó las elecciones generales de 2023 pero la oposición conservadora impidió que fuera nombrado primer ministro. En la actualidad está inhabilitado para tener actividad política. En agosto de 2024 el Tribunal Constitucional dictó la disolución del partido Avanzar por su propuesta de enmendar la ley sobre la monarquía y estableció la prohibición de actividad política durante 10 años de quienes estaban ocupando puestos ejecutivos del partido entre los que se encuentra Limjaroenrat.

## Primeros años de vida
Pita nació el 5 de septiembre de 1980. Es el hijo mayor de Pongsak Limjaroenrat, exasesor del Ministro de Agricultura y Cooperativas, y Linda Limjaroenrat. Es sobrino de Padung Limjaroenrat, exsecretario del Ministro del Interior y colaborador cercano del entonces Primer Ministro Thaksin Shinawatra.

## Educación
Antes de que su padre lo enviara a Nueva Zelanda, Pita inicialmente asistió a clases en el Bangkok Christian College cuando era niño. Regresó a Tailandia y obtuvo una licenciatura en finanzas de la Facultad de Comercio y Contabilidad de la Universidad de Thammasat, donde se graduó en 2002 con honores de primera clase y obtuvo una beca para estudiar en la Universidad de Texas en Austin. Más tarde recibió una beca para estudiantes internacionales de la Universidad de Harvard, convirtiéndose en el primer estudiante tailandés en estudiar en esta universidad. Continuó y completó conjuntamente una Maestría en Políticas Públicas en la Escuela de Gobierno John F. Kennedy de la Universidad de Harvard y una Maestría en Administración de Empresas en la Escuela de Administración Sloan del Instituto de Tecnología de Massachusetts.

## Carrera de negocios
A los 25 años y apenas un año después de iniciar su maestría, Pita tuvo que regresar a Tailandia para asumir el cargo de director gerente de CEO Agrifood, una empresa de aceite de salvado de arroz dirigida por su familia tras la muerte de su padre. La empresa pudo recuperar su posición dos años después y permitió que Pita regresara a los Estados Unidos, donde terminó su maestría en 2011.
También se desempeñó como director ejecutivo de Grab Tailandia de 2017 a 2018.

## Carrera política
Pita se unió inicialmente como miembro del partido Futuro Hacia Adelante. A propuesta del líder del partido Thanathorn Juangroongruangkit, aceptó ser candidato en las elecciones generales de Tailandia de 2019 y como número cuarto en la lista logró un escaño en la Cámara de Representantes. 
En julio de 2019, pronunció un discurso en la Cámara de Representantes desarrollando la "Teoría de los cinco botones" instando al gobierno a centrarse en las siguientes políticas agrícolas: propiedad de la tierra, deudas de los agricultores, cannabis, agroturismo, y recursos hídricos. A pesar de pertenecer a otro partido, su discurso fue elogiado por el ministro del Interior, Anupong Paochinda.

Dos semanas después de la disolución de su partido, Futuro Hacia Adelante, fue nombrado líder de una nueva formación, partido Avanzar, al que se le unieron otros 54 diputados del partido disuelto y fue elegido formalmente el 14 de marzo de 2020.

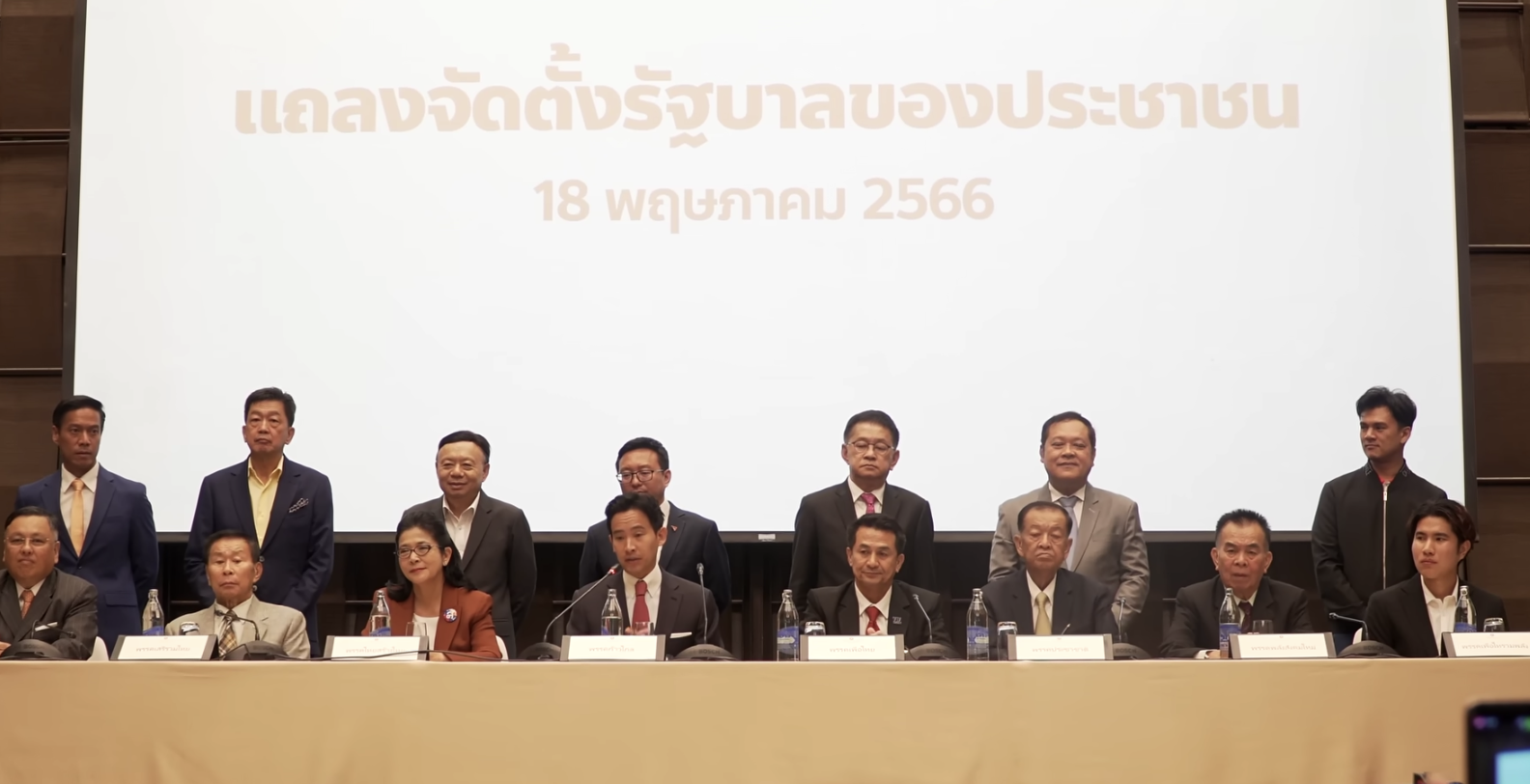
Conferencia de prensa el 18 de mayo de 2023.

Con el partido Avanzar, ganaron las elecciones generales de 2023 con la posibilidad de ser nombrado primer ministro de Tailandia, pero no logró la aprobación del Senado cuyos miembros son designados por el estamento militar.
El 7 de agosto de 2024 el Tribunal Constitucional dictó la disolución del partido Avanzar por su propuesta de enmendar la ley sobre la monarquía y estableció la prohibición de actividad política durante 10 años a quienes ocuparon puestos ejecutivos del partido mientras se había desarrollado la campaña para la modificación de la ley, entre los que se encuentra el político. Pita dijo a sus seguidores y medios de comunicación que espera continuar su trabajo como ciudadano activo y pidió a quienes se sentían frustrados por lo ocurrido que desahoguen su frustración en las urnas en cada elección a partir de ahora.

## Vida personal
Pita se casó con la actriz Chutima Teepanart el 12 de diciembre de 2012. Se divorciaron en marzo de 2019. Tienen una hija llamada Pipim.